# Sveriges generalkonsulat i Istanbul
Sveriges generalkonsulat i Istanbul är  ett generalkonsulat i Istanbul, Turkiet. Generalkonsul sedan 2023 är Johanna Strömquist.
Generalkonsulatets byggnad (Svenska palatset i Istanbul) tillhör den svenska staten.

## Beskickningschefer
| Namn               | Period    | Funktion      | Anmärkning           |
| ------------------ | --------- | ------------- | -------------------- |
| Asmund Palm        |           | Generalkonsul | [ 2 ]                |
| Cossva Anckarsvärd | 1906–1909 | Generalkonsul | [ 3 ]                |
| Gösta Gislow       | 1943–1953 | Generalkonsul | [ 4 ]                |
| Ingvar Grauers     | 1953–1957 | Konsul        | [ 5 ]                |
| Bo Alander         | 1957–1961 | Konsul        | [ 6 ]                |
| Harald Edelstam    | 1962–1965 | Generalkonsul | [ 7 ] [ 8 ]          |
| Pierre Bothén      | 1965–1972 | Generalkonsul | [ 8 ] [ 9 ]          |
| Louis De Geer      | 1972–1975 | Generalkonsul | [ 10 ] [ 11 ]        |
| –                  | 1975–1977 | Vakant        | [ 12 ] [ 13 ]        |
| Erik Sidenmark     | 1977–1978 | Generalkonsul | [ 14 ] [ 15 ] [ 16 ] |
| Gösta Westin       | 1978–1980 | Generalkonsul | [ 16 ] [ 17 ]        |
| Olof Bjurström     | 1980–1983 | Generalkonsul | [ 17 ] [ 18 ]        |
| Erik Esseen        | 1983–1985 | Generalkonsul | [ 18 ] [ 19 ]        |
| Nils-Urban Allard  | 1985–1990 | Generalkonsul | [ 19 ] [ 20 ]        |
| Kaj Falkman        | 1990–1995 | Generalkonsul | [ 20 ]               |
| Ingemar Börjesson  | 1995–1997 | Generalkonsul | [ 21 ] [ 22 ]        |
| Henrik Liljegren   | 1997–1998 | Generalkonsul |                      |
| Sture Theolin      | 1998–2001 | Generalkonsul | [ 23 ] [ 24 ]        |
| Ingmar Karlsson    | 2001–2008 | Generalkonsul | [ 25 ]               |
| Torkel Stiernlöf   | 2008–2013 | Generalkonsul |                      |
| Jens Odlander      | 2013–2016 | Generalkonsul |                      |
| Therese Hydén      | 2016–2019 | Generalkonsul | [ 26 ]               |
| Peter Ericson      | 2019–2023 | Generalkonsul | [ 27 ]               |
| Johanna Strömquist | 2023–     | Generalkonsul | [ 28 ]               |